# Гільдебольд (архієпископ Кельна)

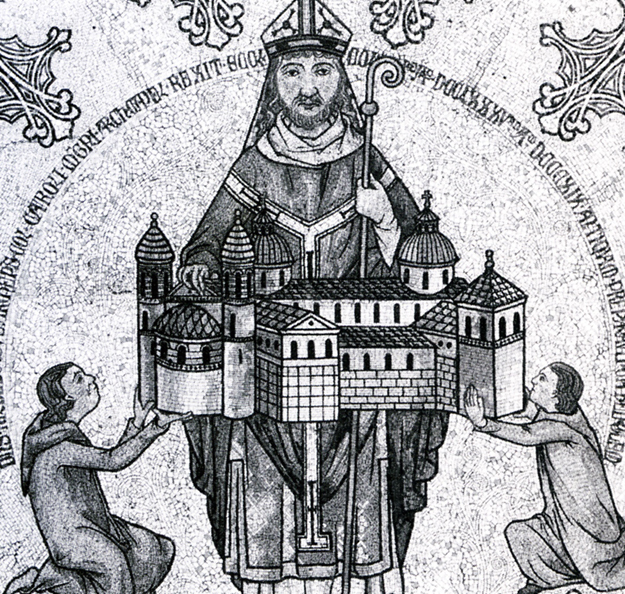
Гільдебольд

Гільдебольд (нім. Hildebold von Köln; д/н — 3 вересня 818) — державний діяч Франкської імперії, 1-й архієпископ Кельна в 795—818 роках.

## Життєпис
Про походження замало відомостей. При народженні отримав ім'я Гільдебольд. Обрав церковну кар'єру. Серед кліра здобув прізвисько «Аарон». Був другом франкського володаря Карла I. Останній 787 року поставив Гільдебольда єпископом Кельна.
791 року очолив придворну капелу та призначається канцлером Франкського королівства. Був одним з найбільш впливових радників Карла I. За наполяганням останнього римський папа Адріан I в 794 році звільняє Гільдебольда від його постійних обов'язків в Кельні з тим, щоб він міг постійно перебувати при королівській резиденції.
795 року папа римський підвищує статус Кельнської єпархії до архієпископії з підпорядкуванням їй Бременського, Утрехтського, Льєзької, Мінденського, Мюнстерського і Оснабрюкського єпископств. Відповідно Гільдебольд стає Кельнським архієпископом. Він сприяв початку зведення Кельнського собору. У 799 році Гільдебольд організував прибуття папи римського Лева III до Падерборна для зустрічі з Карлом I.
У 801 році стає абатом монастиря святих Касія і Флоренція в Бонні, в 802 — монастиря Мондзеє. У Кельні архієпископ організовує школу при соборі, створює соборну бібліотеку.
805 року Гільдебольд благословляє в Кельні зводить його в сан єпископа Мюнстерського Людгера, якому доручає місіонерську роботу серед саксів і фризів.
У 811 році першим підписує заповіт імператора Карла I, в якому Кельнське архієпископство затверджується найпершим в державі. У 813 році Гільдебольд, спільно з Ріхульфом, архієпископом Майнцьким, проводить церковний синод в абатстві святого Альбана в Майнці. Того ж року він проводить помазання спадкоємця Карла I — Людовика — в королі Франкської держави.
У 814 році проводить єлеопомазання вмираючого імператора Карла I в Аахені. Після смерті останнього зберігає свій вплив. У 815 році він супроводжує прибуття папи римського Стефана V до Реймсу, де відбулася церемонія коронації Людовіка I імператорською короною. Помер Гільдебольд 818 року в Кельні.